# Georges Filipinetti

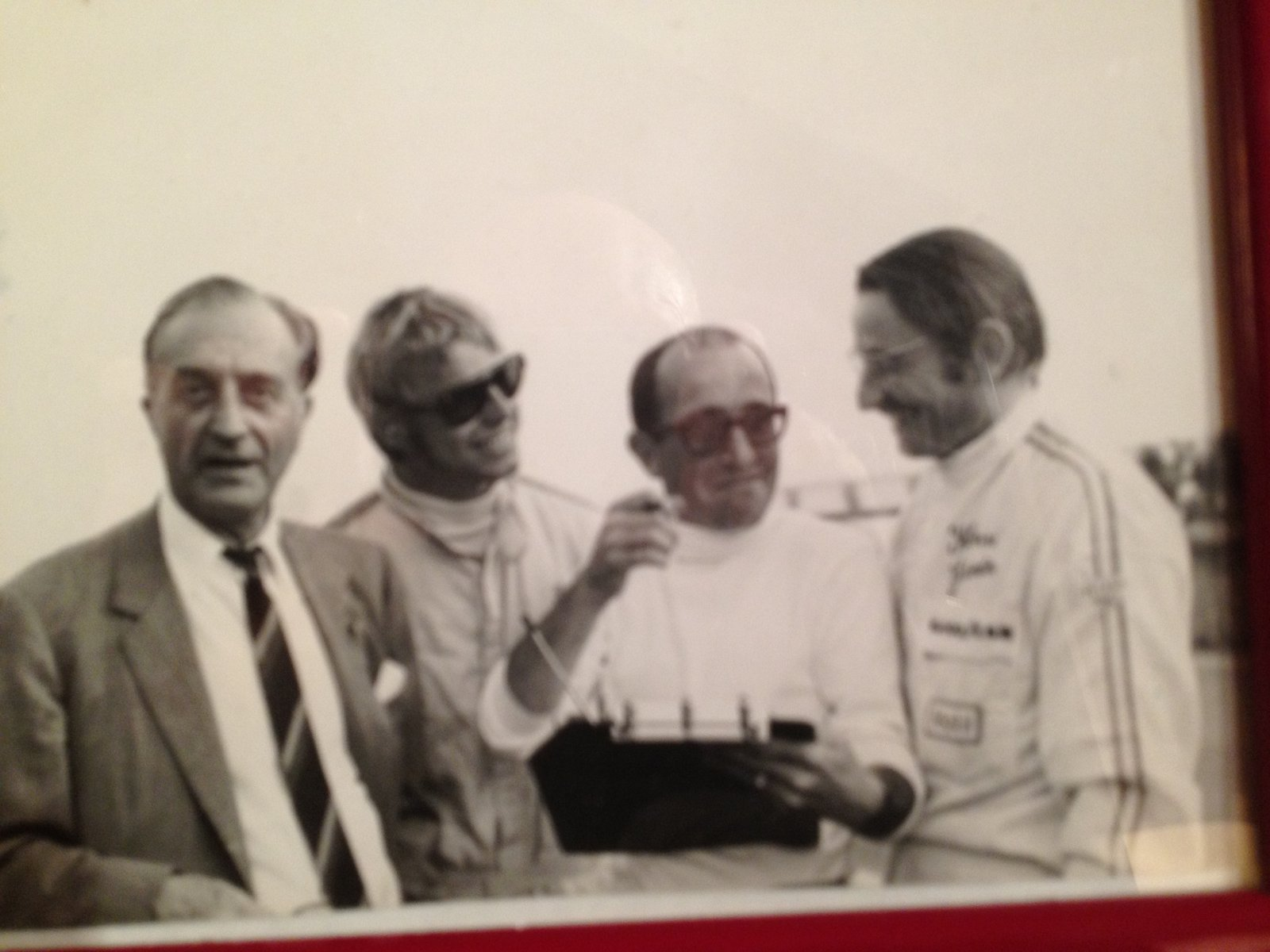
Georges Filipinetti (links) mit Reine Wisell, Claude Sage und Henri Greder

Georges Filipinetti (* 13. August 1907 in Plainpalais; † 3. Mai 1973 in Genf) war ein Schweizer Unternehmer. Er war der Begründer der Scuderia Filipinetti und Botschafter von San Marino bei den Vereinten Nationen in Genf.

## Leben
Filipinetti machte eine Ausbildung zum Wärmeingenieur im Industrie-Grossbetrieb seines Vaters. Später wurde er zum einflussreichsten Automobilverkäufer für Ferrari in der Schweiz. Zur Förderung des Schweizer Rennsports gründete er 1961 die Scuderia Filipinetti, welche bald darauf als einer der prestigeträchtigsten privaten Rennställe der Welt galt. Mit ihm gab er jungen Rennfahrern, wie beispielsweise den Schweizern Jo Siffert, Herbert Müller und Heinz Schiller, im Automobil-Rennsport eine Chance. Auch der Belgier Willy Mairesse fuhr einige Jahre für die Scuderia.
1960 kaufte Georges Filipinetti das Schloss Grandson am Neuenburgersee. Er wohnte und arbeitete dort, die Scuderia Filipinetti hatte hier ihren Hauptsitz. Außerdem richtete er im Schloss ein historisches Museum ein, der eine Sammlung historischer Automobile und Waffen angegliedert ist.
Nach einer sehr erfolgreichen Zeit der Scuderia Filipinetti, die bis in die 1970er-Jahre hinein anhielt, starb Georges Filipinetti an den Folgen einer lange bestehenden Diabetes. Die Scuderia Filipinetti wurde daraufhin aufgelöst.